# Macropanax
Macropanax là chi thực vật có hoa trong họ Araliaceae.